# دورهام (کارولینای شمالی)
دورهام یکی از شهرهای ایالت کارولینای شمالی آمریکاست. دورهام پنجمین شهر بزرگ کارولینای شمالی و هشتاد و پنجمین شهر پرجمعیت ایالات متحده آمریکا است.

## مراکز دانشگاهی
- دانشگاه دوک